# Václav Lídl
Václav Lídl (5. listopadu 1922 Brno – 10. srpna 2004 Praha) byl český hudební skladatel.

## Život
Pocházel z rodiny českých nástrojářů. Po absolvování gymnázia vystudoval obchodní akademii a po vzoru svého otce se vyučil nástrojářem. Po skončení druhé světové války studoval skladbu u Jaroslava Kvapila na brněnské konzervatoři. Když dokončil studia, nejprve pracoval v nástrojařské firmě svého otce, ale od roku 1951 se věnoval plně komponování.
Zpočátku skládal převážně hudbu pro film. Zkomponoval hudební doprovod k téměř osmdesáti krátkým, kresleným i celovečerním filmům. Nejznámější z tohoto období je patrně hudba k dětskému seriálu Václava Čtvrtka O loupežníku Rumcajsovi. Podílel se i na vzniku 13 epizod seriálu Tom a Jerry, které byly animovány v Praze. Později se stále více věnoval koncertní hudbě.
Ve své tvorbě navazoval na díla českých klasiků hudby 20. století Josefa Suka a Vítězslava Nováka. Nevyhýbal se však ani prvkům aleatorické hudby a dalších směrů soudobé hudby.
Je pohřben na Ústředním hřbitově v Brně.

## Dílo

### Orchestrální skladby
- Symfonie č. 1 pro velký orchestr (1985)
- Symfonie č. 2 pro malý orchestr (1975)
- Symfonie č. 3 pro velký orchestr (1979)
- Radostná předehra (1981)
- Balada o červnovém ránu – Lidice 1942 (1982)
- Serenáda pro smyčcový orchestr (1982)
- Suita rustica pro komorní orchestr (1983)
- Rapsodia romantica „Sibiřské metamorfózy“ pro velký orchestr a klavír (1985)
- Renata. Valčík pro symfonický orchestr (1985)
- Pohádky o loupežníku Rumcajsovi pro malý dechový orchestr (1985)
- Koncert pro trubku a orchestr (1987)

### Komorní skladby
- Divertimento pro flétnu, klarinet a fagot (1963)
- Cantus variabilis pro housle, klarinet a klavír (1968)
- Třetí smyčcový kvartet (1969)
- Prázdninový tábor. Suita pro dvě trubky a pozoun (1969)
- U Rumcajsů v Řáholci. Cyklus klavírních skladbiček (1974)
- Suita rustica pro flétnu, hoboj, housle, violu, violoncello a klavír (1977)
- Variazioni giocosi pro fagot a klavír (1978)

### Písně
- Pampelišky. Cyklus písní na slova Františka Hrubína pro soprán, flétnu a harfu (1966)
- Zlatý zámek. Tři milostné písně na slova francouzské lidové poezie pro soprán, flétnu a harfu (1970)
- Je ticho v kraji. Cyklus zpěvů pro baryton a kvarteto lesních rohů na slova českých básníků (1980)

### Kantáty
- Hic homo sum. Kantáta pro smíšený sbor, tenor, klavír a bicí nástroje na latinské texty Josefa Jelena (1969)
- Tluče bubeníček. Vokální symfonie pro dětskou sólistku a velký orchestr na slova lidové poezie (1974)
- Balada o červnovém ránu Lidice 1942 pro velký orchestr (1982)

### Sbory
- Pro tisíc kvítků. Cyklus dětských sborů s doprovodem instrumentálního souboru na texty Františka Branislava a Jaroslava Seiferta (1976)
- Píseň z války. Mužský sbor na slova Jaroslava Seiferta (1985)
- Most. Smíšený sbor na slova Dagmar Ledečové (1984)
- Lidové kytičky. Smíšený sbor na slova Dagmar Ledečové (1986)

### Filmová hudba
- Kruh (1959)
- Případ ještě nekončí (1957)
- Strach (1963)
- Černá sobota (1960)
- Daleko od stromu (1957)
- Alice of Wonderland in Paris (pod pseudonymem Victor Little, 1966)